# Plankenberg (Pfälzerwald)
Der Plankenberg  ist ein Berg im Pfälzerwald.

## Geographie

### Lage
Der Plankenberg befindet sich innerhalb der Haardt, wie der Ostrand des Pfälzerwald genannt wird. Die Westflanke gehört zur Stadt Bad Dürkheim und die Ostflanke zur Stadt Wachenheim an der Weinstraße. Entlang seiner Westflanke verläuft der Schwabenbach und entlang seiner Ostflanke der Wachenheimer Bach sowie der Aybachbrunnen. An einem Ostfuß befindet sich außerdem das Pferchtal.
Benachbarte Berge sind der Seekopf im Südwesten, der Becherskopf im Westen und der Rindskehler Kopf im Nordosten.

### Naturräumliche Zuordnung
1. Großregion 1. Ordnung: Schichtstufenland beiderseits des Oberrheingrabens
2. Großregion 2. Ordnung: Pfälzisch-saarländisches Schichtstufenland
3. Großregion 3. Ordnung: Pfälzerwald
4. Region 4. Ordnung (Haupteinheit): Mittlerer Pfälzerwald
5. Region 5. Ordnung: Haardt

## Tourismus
An der Ostflanke befindet sich das von den Naturfreunden betriebene Oppauer Haus. Über die Ostflanke führt der Saar-Pfalz-Weg, über die Nordfostflanke ein Weg, der mit einem weiß-blauen Balken markiert ist, der von Battenberg bis nach Wörth am Rhein führt und entlang des Westfußes einer, der mit einem grün-weißen Balken markiert ist und von Hertlingshausen bis mach Sankt Martin führt.

## Verkehr
Entlang seiner Ostflanke verläuft die Kreisstraße 16, die eine Verbindung mit Lindenberg und Wachenheim schafft.